# Bataille d'Olustee
Guerre de Sécession
Batailles
- Fort Sumter
- USS St. Lawrence
- Head of Passes
- Santa Rosa Island
- Port Royal

- Fort Pulaski
- 1er Pocotaligo
- Secessionville
- Simmon's Bluff
- Tampa
- St. Johns Bluff
- 2e Pocotaligo

- 1er Fort McAllister
- Wassaw Sound
- USS New Ironsides
- Fort Brooke

- Gainesville
- Olustee
- USS Housatonic
- Bataille de Mobile Bay
- Vernon

Natural Bridge
La bataille d'Olustee ou bataille d'Ocean Pond s’est déroulée le 20 février 1864 près de Lake City dans le comté de Baker en Floride aux États-Unis. Il s’agit de la plus importante bataille de la guerre de Sécession ayant eu lieu en Floride.

## Origines
En février 1864, le major général Quincy A. Gillmore, commandant de l’armée de l’Union du secteur sud localisé à Hilton Head en Caroline du Sud, ordonna une campagne militaire en Floride pour sécuriser les enclaves de l’Union (la Floride étant en grande partie en faveur des Confédérés), pour prendre possession des routes de ravitaillements des Confédérés (viande et sel) et pour recruter des soldats noirs dans un État où l’esclavage était toujours en application. Le brigadier général Truman Seymour à qui fut donnée la mission, débarqua ses troupes à Jacksonville qui avait été conquise par l’Union en mars 1862. Il commença par lancer des petites expéditions dans la partie nord-est de la Floride et ne rencontra pas de grosse résistance. Il captura quelques soldats ennemis confédérés et libéra quelques esclaves. Les ordres de Gillmore ne l’autorisaient pas à s’enfoncer en profondeur dans le centre de la Floride,,.
Les Confédérés se réunirent dans le port stratégique de Charleston en Caroline du Sud pour discuter de ces attaques. Le Général Beauregard estima que le but du brigadier général Seymour était la conquête totale de la Floride. Il décida alors de renforcer les troupes confédérées de la Floride par des troupes confédérées originaires de Géorgie sous le commandement du Gouverneur Alfred H. Colquitt.
Colquitt arriva à temps pour soutenir les troupes floridiennes commandées par le Brigadier Général Joseph Finegan. Alors que les nouvelles troupes confédérées arrivaient, Seymour débuta une nouvelle campagne à travers le nord de la Floride sans que Gillmore en soit tenu informé. Son objectif était la capture de la capitale Tallahassee,.

## Forces en présence

### Union

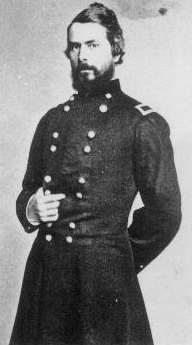
Brig. Gen. Truman Seymour, USA
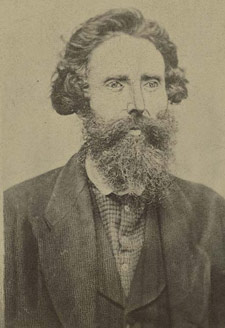
Col. James Montgomery, USA
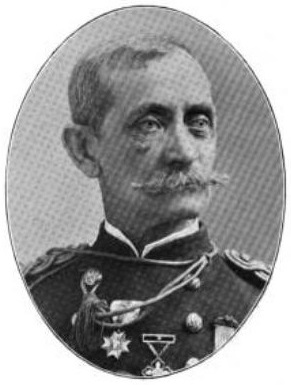
Col. Guy Vernor Henry, USA
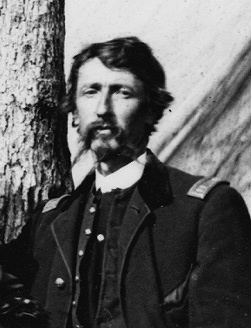
Capt. Samuel Sherer Elder, USA

### Confédération

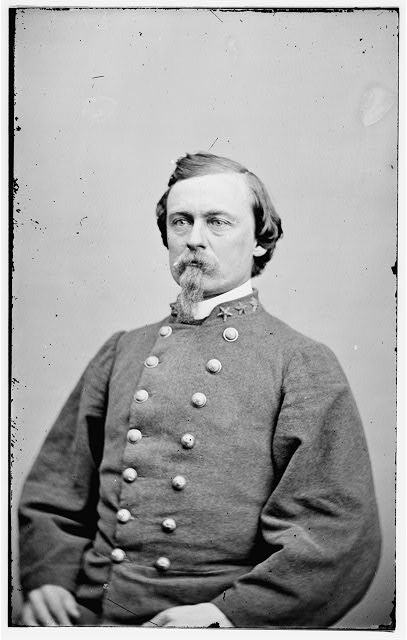
Brig. Gen. Joseph Finnegan, CSA
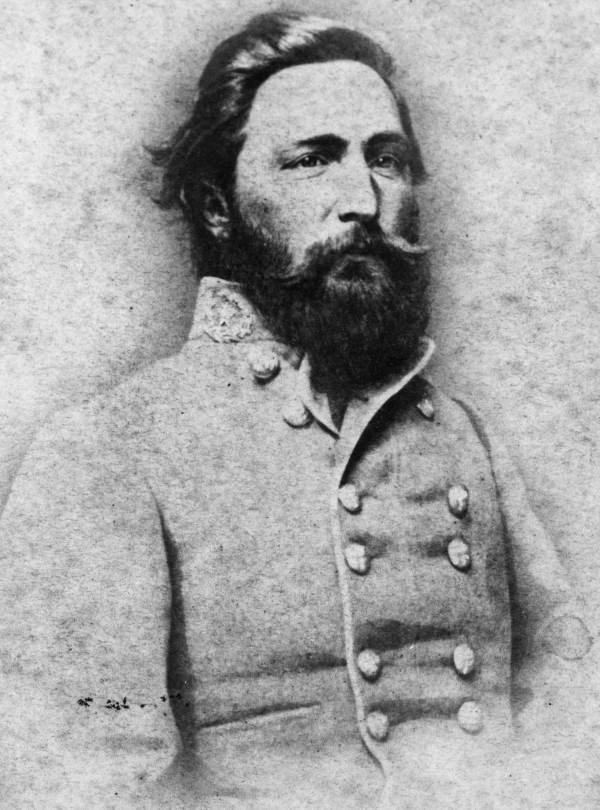
Maj. Gen. Alfred H. Colquitt, CSA
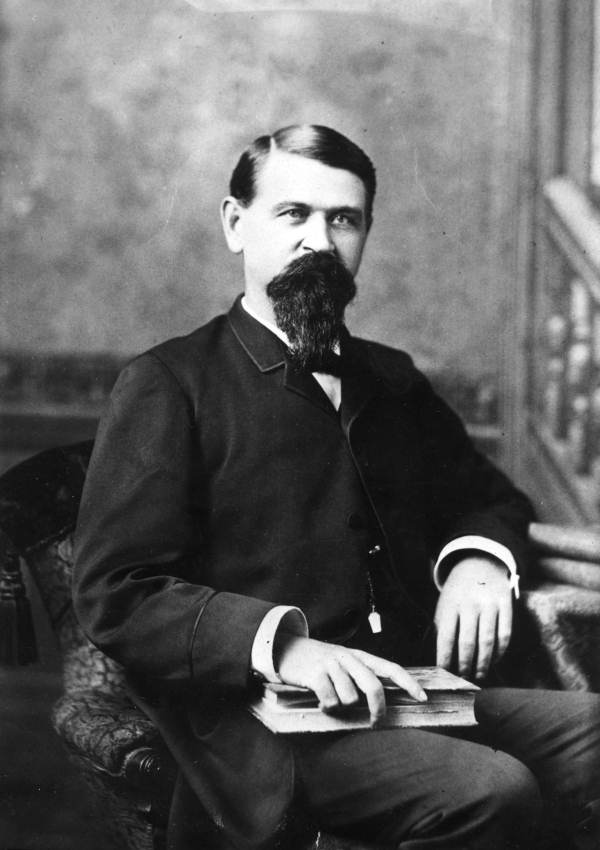
Col. George Paul Harrison, Jr., CSA
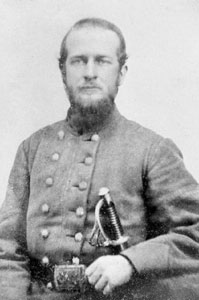
Capt. John William Pearson, CSA

## Bataille

Carte de la bataille d'Olustee

Seymour, qui était à la tête d’une armée de 5 500 hommes, dirigeait l’expédition en direction de Lake City. Le 20 février vers 14 h 30, son armée approche des 5 000 Confédérés de Finegan qui s’étaient retranchés près de la gare d’Olustee. Finegan envoya une brigade d’infanterie à la rencontre de l’armée de Seymour. Son but était que ses hommes se fassent poursuivre pour qu’ils tombent dans un piège à l’endroit où les Confédérés étaient retranchés. Ce plan ne fonctionna pas et ses hommes s’affrontèrent au niveau d’Ocean Pond. Seymour, trop sûr de lui, fit une grosse erreur en pensant qu’il faisait encore face à des milices locales peu entraînées. Il ordonna donc rapidement à toutes ses troupes de charger dans la bataille. La bataille eut lieu dans une forêt composée de pins. L’armée de l’Union fut violemment repoussée par les tirs de barrages des canons et des rangées de soldats confédérés munis de fusils,.
La bataille dura toute l’après-midi jusqu’à ce que Finegan envoie au front ses dernières réserves qui brisèrent les lignes de l’Union. Les soldats de l’Union commencèrent leur retraite. Finegan ne poursuivit pas les soldats en fuite et les laissa rejoindre la ville de Jacksonville. Un petit groupe de Confédérés tentèrent toutefois d’attaquer l’arrière des forces de Seymour mais ils furent repoussés par des éléments de la célèbre 54e infanterie de volontaires du Massachusetts et par le 35e régiment de couleur des États-Unis, toutes deux composées de soldats afro-américains,.

## Suite
Le bilan de la bataille pour l’armée de l’Union est de 230 tués, 1 152 blessés et 506 disparus ce qui représente près de 40 % des troupes. Les Confédérés eurent de leur côté 93 tués, 847 blessés et 6 disparus soit environ 20 % des forces engagées. De plus, 6 pièces d’artillerie de l’Union et 39 chevaux furent capturés. Le ratio du nombre de victimes par rapport au nombre de soldats engagés fait de cette bataille la troisième plus sanglante de la guerre de Sécession en ce qui concerne l’armée de l’Union. Les soldats ayant pris part à la guerre étaient des vétérans d’autres batailles passées mais ceux-ci indiquèrent dans leurs lettres qu’ils n’avaient jamais connu des combats aussi terribles.
William N. Reed, un Afro-Américain, qui, cas exceptionnel, avait le grade de lieutenant-colonel dans les rangs de l'Union Army est gravement blessé lors de la bataille d'Olustee et meurt le 26 février 1864 à l'hôpital de Beaufort (Caroline du Nord).
Les pertes causées à l’Union obligèrent ses dirigeants à se questionner quant à la nécessité d’encore attaquer la Floride. Des indices prouveraient que le nombre élevé des pertes s’explique en partie parce que les Confédérés auraient tué les blessés et les prisonniers afro-américains de l’armée de l’Union,.
Le site de la bataille est mis en avant dans l’Olustee Battlefield Historic State Park, un parc d’État de la Floride. Ce parc est situé à l’intérieur de la forêt nationale d'Osceola près de l’U.S. Route 90.
Chaque année, une reconstitution de la bataille est orchestrée sur le site avec des milliers de participants,.

## Lithographie de la bataille
La lithographie de la bataille fut réalisée par la société Kurz and Allison en 1894. Elle met en scène les soldats de la 8e armée de couleur avançant contre les retranchements des Confédérés. Bien que cette œuvre soit souvent employée pour représenter la bataille, celle-ci est erronée ce qui indique que les artistes n’étaient pas très au courant de l’histoire de la bataille. En effet, les Confédérés avaient en réalité quitté leurs retranchements pour attaquer l’armée de l’Union. De plus, la zone semble dégagée alors qu’en fait la bataille avait lieu en forêt. La reconstitution annuelle de la bataille débute également dans la forêt bien qu’ensuite elle se continue dans une zone dégagée pour faciliter la vision du combat aux spectateurs.